# Цянь Линь
Цянь Линь (кит. упр. 钱琳, пиньинь Qián Lín, род. 11 марта 1991) — японская певица китайского происхождения.  Более известна под псевдонимом Лин Лин (яп. リンリン) как участница японской идол-группы Morning Musume. Является второй солисткой не из Японии за всю историю группы. Весной 2007 года она переехала в Токио.